# バオタン県
バオタン県（バオタンけん、ベトナム語：Huyện Bảo Thắng / 縣保勝?）は、ベトナム社会主義共和国ラオカイ省の県である。面積は685km²、人口は110,520人（2017年）である。

## 行政区画
以下の3市鎮12社を管轄する。
- フォールー市鎮（Phố Lu / 舖婁）
- フォンハイ農場市鎮（Nông trường Phong Hải / 農場豊海）
- タンルーン市鎮（Tằng Loỏng / 當龍）
- バンカム社（Bản Cầm / 本擒）
- バンフィエット社（Bản Phiệt / 本閥）
- ザーフー社（Gia Phú / 嘉富）
- フォールー社（Phố Lu / 舖婁）
- フォンニエン社（Phong Niên / 豊年）
- フーニュアン社（Phú Nhuận / 富潤）
- ソンハ社（Sơn Hà / 山河）
- ソンハイ社（Sơn Hải / 山海）
- タイニエン社（Thái Niên / 泰年）
- チクアン社（Trì Quang / 池光）
- スアンザオ社（Xuân Giao / 春膠）
- スアンクアン社（Xuân Quang / 春光）